# La Farfana

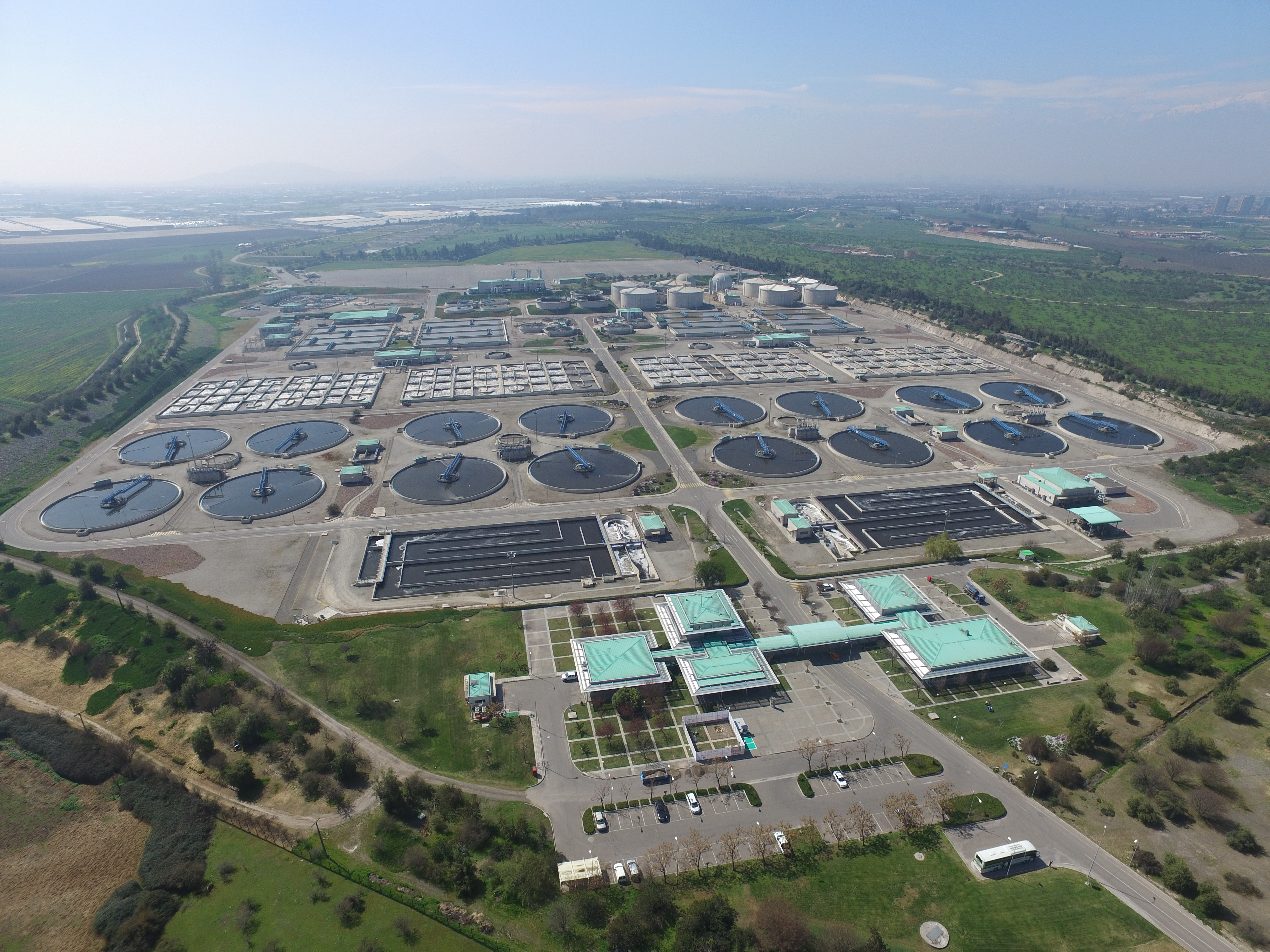
La biofactoría La Farfana

La Farfana es una planta de tratamiento de aguas residuales que permite el reciclaje de las aguas utilizadas por alrededor de un 50% (3,7 millones de personas) de la población del Gran Santiago. Está ubicada en la comuna de Maipú en la Región Metropolitana de Santiago. Tiene capacidad para tratar diariamente 616 000 a 707 000 m³ de los cuales extrae 11 752 m³ de residuos (lodo). 

## Interceptores
Las aguas servidas en la ciudad de Santiago son captadas por varios interceptores que recorren los siguientes tramos:: 11 
1. El primero corre paralelo a la ribera sur del río Mapocho hasta La Farfana.
2. El segundo corre paralelo a la ribera norte de la segunda mitad del Zanjón de la Aguada hasta La Farfana.
3. El tercero corre paralelo a la ribera sur del último tercio del Zanjón de La Aguada y lleva las aguas hasta la planta El Trebal.
4. El cuarto se inicia en Puente Alto y recorre el extremo sur de la ciudad hasta El Trebal.

Estos interceptores impiden que las aguas servidas se viertan y se mezclen con el caudal de los cauces naturales que atraviesan o bordean la ciudad.

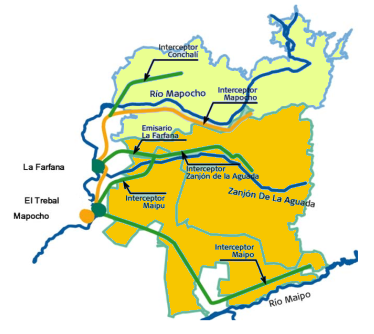
Trayecto de los interceptores.

## Resultados del tratamiento
Las aguas limpias son entregadas al río Mapocho, poco antes de la desembocadura del zanjón de la Aguada y facilitan el riego seguro de 130 000 hectáreas.: 2 
El lodo es reutilizado como fertilizante para la agricultura.
Otro subproducto es gas generado por la degradación de la materia orgánica extraída de las aguas que es posteriormente procesado en una factoría cerca de la estación Central de Santiago y que sirve a los habitantes de Maipú.
En 2018 la Conferencia de las Naciones Unidas sobre el Cambio Climático de 2018 otorgó el premio Impulso para el Cambio a la planta procesadora.

## Efectos del tratamiento en la sociedad
Se ha logrado reducir la propagación del tifus, hepatitis y desterrar el cólera. Otras 130 000 hectáreas de terreno agrícola son regadas con agua limpia.: 17 